# Khu bảo tồn thiên nhiên Ngọc Linh
Khu bảo tồn thiên nhiên Ngọc Linh là một khu vực được bảo vệ nằm tại hai huyện Đăk Glei và Tu Mơ Rông, thuộc tỉnh Kon Tum, Việt Nam. Nó cách thành phố Kon Tum khoảng 150 kilômét về phía bắc. Với khí hậu mát mẻ và trong lành, đây là một trong những khu vực đa dạng sinh học lớn của Việt Nam có hệ động thực vật đa dạng và phong phú, đặc biệt đây là nơi sinh trưởng của loài sâm Ngọc Linh quý hiếm. Cuối tháng 10 năm 2019, khu bảo tồn này đã được trao danh hiệu Vườn di sản ASEAN

## Địa lý
Khu vực này bao quanh đỉnh Ngọc Linh thuộc vùng núi Ngọc Linh là khối núi cao nhất miền Trung Việt Nam, nằm trên dải Trường Sơn. Ngọc Linh là thượng nguồn của nhiều con sông lớn gồm Pô Kô, Đắk Bla, Thu Bồn.

## Động thực vật
Thảm thực vật tại đây gồm rừng kín thường xanh mưa ẩm nhiệt đới (nằm ở độ cao 900- 1.000 mét), rừng kín thường xanh mưa mùa nhiệt đới núi thấp (1.000-1800 mét), rừng kín thường xanh mưa mùa nhiệt đới núi trung bình (1.700-2.598 mét), rừng kín cây lá rộng và cây lá kim (trên 1.000 mét), rừng lá kim (900-1.000 mét)
Khu bảo tồn thiên nhiên này là nơi sinh sống của 874 loài thực vật bậc cao. Đây là nơi tồn tại nhiều loài cổ xưa như Ngọc lan, na, chè, cáng lồ và các loài thực vật ôn đới khác, trong đó có 9 loài đặc hữu, gồm sâm bông, thông Đà Lạt, vù hương, đom đóm, du móoc, thạch đậu hoa thân, lan rau rút hồng, song bột và đặc biệt là sâm Ngọc Linh cực kỳ quý hiếm.
Về động vật, tại đây có 309 loài động vật hoang dã gồm 52 loài thú, 194 loài chim, 63 loài bò sát và lưỡng cư, trong đó có 5 loài được ghi trong sách Đỏ thế giới là khỉ mặt đỏ, khỉ đuôi lợn, báo gấm, hổ, nhím đuôi ngắn và 15 loài có trong sách Đỏ Việt Nam. Một số loài đáng chú ý khác gồm mang Trường Sơn, mang lớn, chà vá chân xám, chà vá chân đen, gấu chó, gấu ngựa, cu li lớn, khỉ mặt đỏ, gà lôi lông tía, gà lôi trắng, khướu Ngọc Linh, khướu đầu xám, trĩ sao, khướu đầu hung, khướu đuôi vằn, thằn lằn đuôi đỏ, rùa hộp trán vàng và ếch da cóc.